# Талдомский район
Та́лдомский райо́н — административно-территориальная единица (район) и муниципальное образование (муниципальный район), существовавшие до июня-июля 2018 года на севере Московской области России. 
Административный центр — город Талдом.
8 июня 2018 года Талдомский муниципальный район был преобразован в Талдомский городской округ с упразднением всех поселений.
Талдомский административный район 30 июля 2018 года был преобразован в город областного подчинения Талдом с административной территорией.

## Природа и география
Самый северный район Московской области, расположен в 111 километрах к северу от Москвы. Площадь района составляет 1427 км². Район граничит с Дмитровским и Сергиево-Посадским городскими округами Московской области, городским округом Дубна, а также — на северо-востоке с Калязинским районом Тверской области, на севере и западе — с Кимрским районом Тверской области.
Расположен в южной части Верхневолжской низменности, преобладают высоты 120—135 м, максимальный холм 167 м на юго-востоке в селе Николо-Кропотки, минимальный уровень 113 м находится на берегу Хотчи.
Почвы — суглинистые и супесчаные дерново-подзолистые. В юго-восточной и западной частях района значительные площади занимают болота, часть массивов осушена. Основные древесные породы — берёза, ель, сосна и осина.
Важнейшие реки — Дубна и Хотча — являются правыми притоками Волги. В западной части района — канал имени Москвы, по которому проходит граница Талдомского и Дмитровского районов. По району проходит 30 из 128 км этой глубоководной шлюзованной магистрали. Крупнейшие озёра — Кузнецовское, Сальковское, Золотая Вешка; эти озёра расположены на севере и северо-востоке района. Район отличается небольшой (до 1,5 м) глубиной залегания грунтовых вод.
Район небогат полезными ископаемыми; имеются торф (2-е место по запасам в области), гравий, кирпичные глины; ныне полезные ископаемые почти не разрабатываются.
Талдомский район известен заказником «Журавлиная родина», крупнейшим в Центральной России местом предотлётного скопления серых журавлей.

## История
Территория современного Талдомского района была густонаселённой ещё в XIV веке. К 1677 году относится первое упоминание о деревне Талдом.
С XVII века в Талдоме и окрестностях был развит обувной промысел; изготовление обуви являлось в XVIII—XIX веках одним из главных занятий жителей Талдома. В начале XX века талдомскими кустарями изготовлялось до 10 миллионов пар обуви в год. В Талдоме проводились обувные ярмарки, привлекавшие многочисленных скупщиков обуви. После прихода в Талдом в 1901 году железной дороги обувная торговля достигла расцвета.
15 августа 1921 года, «в ответ на ходатайства населения» прилегающих к Ленинску (бывшему Талдому) и экономически связанных с ним производством обуви волостей Тверской, Московской и Владимирской губерний, постановлением ВЦИКа образован новый, Ленинский, уезд в составе Московской губернии с центром в городе Ленинск.
12 июля 1929 года был образован Ленинский район с центром в городе Ленинск в составе Кимрского округа Московской области). В него вошли городом Ленинский, рабочий посёлок Вербилки, а также следующие сельсоветы бывшего Ленинского уезда Московской губернии:
- из Гарской волости: Аймусовский, Гарский, Гуслевский, Запруднянский, Надмошский, Новоникольский, Павловический, Семеновский, Стариково-Гарский, Тарусовский
- из Гражданской волости: Бобровниковский, Волковский, Головковский, Игумновский, Юдинский
- из Зайцевской волости: Спасский
- из Ленинской волости: Ахтимнеевский, Бобылинский, Высочко-Ленинский, Григорьевский, Затьяковский, Каменевский, Квашенковский, Куниловский, Мишуковский, Припущаевский, Растовецкий, Сотсковский, Старико-Зятьковский, Утенинский
- из Озерской волости: Глебовский, Жизнеевский, Климовский, Кошелевский, Озерский, Станковский
- из Раменской волости: Дутшевский, Раменский
- из Семёновской волости: Апсаревский, Бибиковский, Буртаковский, Дмитровский, Измайловский, Николо-Кропоткинский, Разорёно-Семёновский, Свято-Семёновский, Семагинский.

20 мая 1930 года Надмошский с/с был передан в Дмитровский район. Одновременно из Константиновского района в Ленинский был передан Нушпольский с/с.
23 июля 1930 года Кимрский округ, как и большинство остальных округов СССР, был упразднён, Ленинский район отошёл в прямое подчинение Московской области. Но в связи с тем, что на территории Московской области оказалось два Ленинских района, районному центру было возвращено историческое имя — Талдом, а район переименован в Талдомский район. Тогда же Высочко-Ленинский с/с был переименован в Высочко-Талдомский.
27 декабря 1930 года Ленинский район б. Кимрского округа переименован в Талдомский район и город Ленинск переименован в город Талдом (Постановление ВЦИК) (Собрание узаконений и распоряжений Рабоче-крестьянского Правительства РСФСР. Отдел 1. № 2 от 10 января 1931 г. — ст. 23).
10 декабря 1932 года в Талдомском районе был образован р.п. Запрудня (Постановление ВЦИК) (Собрание узаконений и распоряжений Рабоче-крестьянского Правительства РСФСР. Отдел 1. № 11 от 25 февраля 1933 г. — ст. 34). При этом Гарский и Запруднянский с/с были упразднены.
19 апреля 1934 года Свято-Семеновский с/с был переименован в Больше-Семеновский. В том же году Бибиковский с/с был переименован в Бучевский, а Высочко-Талдомский — в Высочковский.
21 августа 1936 года были упразднены Буртаковский, Бучевский, Измайловский, Климовский и Растовский с/с. 8 сентября 1936 года Каменевский с/с был переименован в Великодворский.
17 июля 1939 года был упразднён Головковский с/с.
29 мая 1941 года был образован р.п. Темпы (Указ Президиума Верховного Совета РСФСР) («Ведомости Верховного Совета СССР», 2 июля 1941 г. № 30 (145), с. 4).
15 февраля 1952 года были упразднены Ахтимнеевский и Станковский с/с, а Дмитровский с/с был переименован в Вороновский.
14 июня 1954 года были упразднены Аймусовский, Апсаревский, Бобылинский, Больше-Семеновский, Волковский, Вороновский, Высочковский, Глебовский, Жизнеевский, Зятьковский, Кошелевский, Новоникольский, Разорено-Семеновский, Семеновский, Семягинский, Стариково-Гарский, Стариково-Зятьковский, Тарусовский и Утенинский с/с. Были образованы Глинковский, Ермолинский и Стариковский с/с.
21 мая 1959 года были упразднены Григоровский, Куниловский, Мишуковский, Нушпольский и Стариковский с/с. 8 августа упразднён Юдинский с/с.
20 августа 1960 года упразднён Бобровниковский с/с. Воссоздан Юдинский с/с.
С 1 февраля 1963 года по 13 января 1965 года район был упразднён, его территория входила в состав Дмитровского укрупнённого сельского района. Затем Талдомский район был восстановлен в прежнем составе.
17 августа 1965 года Дутшевский и Раменский с/с были переданы в Дмитровский район.
20 декабря 1966 года был образован р.п. Северный (Решение исполнительного комитета Московского областного Совета депутатов трудящихся) (Ведомости Верховного Совета РСФСР. — 1967. — № 3 (433) от 19 января. — С. 107).
7 августа 1973 года был упразднён Игумновский с/с. Озерский с/с был переименован в Кошелевский.

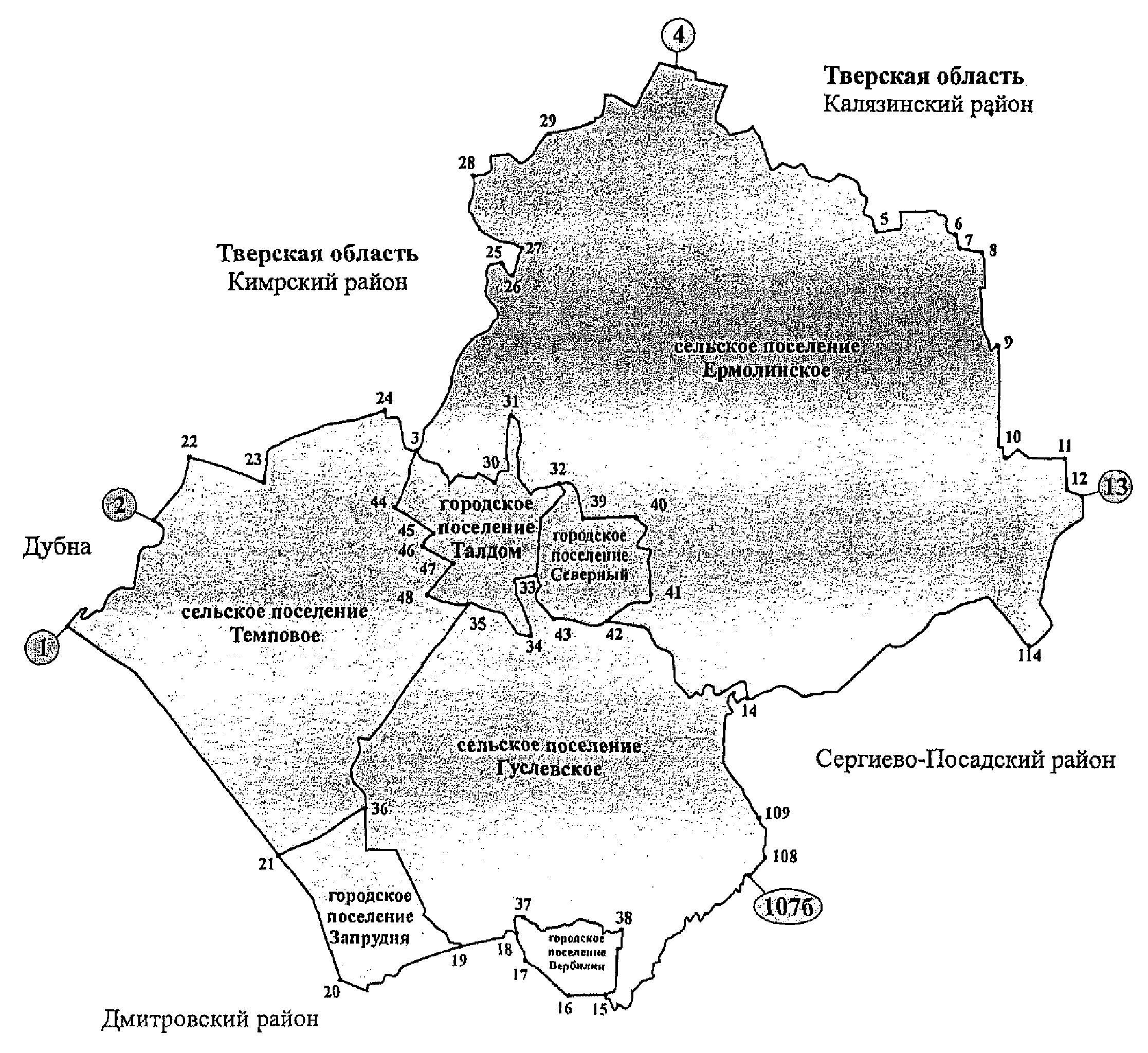
Карта Талдомского района 2005 года до разделения Ермолинского поселения.

15 апреля 1992 года были упразднены Глинковский и Спасский с/с. Припущаевский с/с был переименован в Юркинский, а Сотсковский — в Ахтимнеевский.
3 февраля 1994 года сельсоветы были преобразованы в сельские округа.
1 ноября 2002 года рабочий посёлок Темпы преобразован в посёлок Темпы (Постановление Губернатора Московской области от 1 ноября 2002 года № 237-ПГ, «Информационный вестник Правительства МО», № 12, 27.12.2002).
15 января 2003 года был образован Темповый с/о.
3 июня 2004 года были упразднены Кошелевский и Николо-Кропоткинский с/о.
К началу 2005 года Талдомский район включал город Талдом, р.п. Вербилки, Запрудня и Северный и сельские округа: Ахтимнеевский, Великодворский, Гуслевский, Ермолинский, Квашёнковский, Павловический, Темповый, Юдинский и Юркинский.
1 января 2006 года в соответствии с реформой местного самоуправления район получил статус муниципального района и был разделён на 4 городских и 3 сельских поселения.
В 2009 году было образовано сельское поселение Квашёнковское путём выделения из сельского поселения Ермолинское.
8 июня 2018 года Талдомский муниципальный район был преобразован в Талдомский городской округ с упразднением всех поселений.
Талдомский район как административно-территориальная единица 30 июля 2018 года упразднён и преобразован в город областного подчинения Талдом с административной территорией.

### Муниципальное устройство
В Талдомский муниципальный район до 8 июня 2018 года входило 8 муниципальных образований — 4 городских и 4 сельских поселений:
| №        | Герб | Муниципальное образование | Административный центр   | Количество населённых пунктов | Население | Площадь, км2 |
| -------- | ---- | ------------------------- | ------------------------ | ----------------------------- | --------- | ------------ |
| 1e-06    |      | Городские поселения:      |                          |                               |           |              |
| 1        |      | Вербилки                  | рабочий посёлок Вербилки | 2                             | ↘6896     | 16,31        |
| 2        |      | Запрудня                  | рабочий посёлок Запрудня | 1                             | ↗15 172   | 50,20        |
| 3        |      | Северный                  | рабочий посёлок Северный | 4                             | ↘4509     | 33,68        |
| 4        |      | Талдом                    | город Талдом             | 6                             | ↘13 416   | 46,77        |
| 4.000002 |      | Сельские поселения:       |                          |                               |           |              |
| 5        |      | Гуслевское                | село Новогуслево         | 42                            | ↘3488     | 300,89       |
| 6        |      | Ермолинское               | деревня Ермолино         | 43                            | ↘2017     | 383,70       |
| 7        |      | Квашёнковское             | село Квашёнки            | 44                            | ↘2726     | 328,20       |
| 8        |      | Темповое                  | село Темпы               | 36                            | ↘1599     | 267,27       |

## Население
| 1931    | 1939    | 1959    | 1970    | 1979    | 1989    | 2002    |
| ------- | ------- | ------- | ------- | ------- | ------- | ------- |
| 54 197  | ↗61 604 | ↘51 958 | ↘50 595 | ↗51 998 | ↗52 619 | ↘46 302 |
| 2006    | 2009    | 2010    | 2011    | 2012    | 2013    | 2014    |
| ↗47 965 | ↘44 610 | ↗48 553 | ↘48 412 | →48 412 | ↗48 542 | ↘48 398 |
| 2015    | 2016    | 2017    | 2018    |         |         |         |
| ↘48 358 | ↘48 181 | ↘47 737 | ↘47 029 |         |         |         |

### Национальный состав
По итогам переписи населения 2020 года проживали следующие национальности (национальности менее 0,1 % и другое, см. в сноске к строке «Другие»):
| Национальность | Численность, чел. | Доля     |
| -------------- | ----------------- | -------- |
| Русские        | 57 463            | 89,15 %  |
| Узбеки         | 1167              | 1,81 %   |
| Таджики        | 1012              | 1,57 %   |
| Армяне         | 341               | 0,53 %   |
| Татары         | 274               | 0,43 %   |
| Украинцы       | 256               | 0,40 %   |
| Киргизы        | 179               | 0,28 %   |
| Азербайджанцы  | 171               | 0,27 %   |
| Мордва         | 130               | 0,20 %   |
| Молдаване      | 123               | 0,19 %   |
| Белорусы       | 102               | 0,16 %   |
| Другие         | 3240              | 5,01 %   |
| Итого          | 64 458            | 100,00 % |

## Населённые пункты
В Талдомский район входит 178 населённых пунктов
| №   | Населённый пункт     | Тип             | Население | Бывшее муниципальное образование |
| --- | -------------------- | --------------- | --------- | -------------------------------- |
| 1   | Айбутово             | деревня         | ↘10       | сельское поселение Ермолинское   |
| 2   | Аймусово             | деревня         | ↗25       | сельское поселение Гуслевское    |
| 3   | Акишево              | деревня         | →5        | городское поселение Вербилки     |
| 4   | Андрейково           | деревня         | ↘1        | сельское поселение Квашёнковское |
| 5   | Арефьево             | деревня         | →0        | сельское поселение Темповое      |
| 6   | Ахтимнеево           | деревня         | ↗258      | городское поселение Талдом       |
| 7   | Бабахино             | деревня         | →1        | сельское поселение Квашёнковское |
| 8   | Бакшеиха             | деревня         | ↗9        | сельское поселение Квашёнковское |
| 9   | Бардуково            | деревня         | ↗51       | сельское поселение Гуслевское    |
| 10  | Батулино             | деревня         | ↗5        | сельское поселение Гуслевское    |
| 11  | Бельское             | деревня         | ↘16       | сельское поселение Гуслевское    |
| 12  | Береговское          | деревня         | ↗6        | сельское поселение Квашёнковское |
| 13  | Бережок              | деревня         | ↗1        | сельское поселение Темповое      |
| 14  | Бобровниково         | деревня         | ↗37       | сельское поселение Квашёнковское |
| 15  | Бобылино             | деревня         | ↗10       | сельское поселение Гуслевское    |
| 16  | Большое Курапово     | деревня         | ↗31       | сельское поселение Квашёнковское |
| 17  | Большое Семёновское  | деревня         | ↘18       | сельское поселение Ермолинское   |
| 18  | Большое Страшево     | деревня         | ↗14       | сельское поселение Темповое      |
| 19  | Бородино             | деревня         | ↘0        | сельское поселение Ермолинское   |
| 20  | Буртаки              | деревня         | ↘1        | сельское поселение Ермолинское   |
| 21  | Бурцево              | деревня         | ↗1        | сельское поселение Гуслевское    |
| 22  | Бучево               | деревня         | ↗31       | сельское поселение Ермолинское   |
| 23  | Васино               | деревня         | →5        | сельское поселение Гуслевское    |
| 24  | Великий Двор         | село            | ↗349      | сельское поселение Темповое      |
| 25  | Вербилки             | рабочий посёлок | ↘10 092   | городское поселение Вербилки     |
| 26  | Веретьево            | деревня         | ↗9        | сельское поселение Темповое      |
| 27  | Волдынь              | деревня         | ↗2        | сельское поселение Темповое      |
| 28  | Волково              | слободка        | ↘3        | сельское поселение Гуслевское    |
| 29  | Волково              | деревня         | →0        | сельское поселение Квашёнковское |
| 30  | Волкуша              | деревня         | ↗9        | сельское поселение Квашёнковское |
| 31  | Воргаш               | деревня         | ↘65       | сельское поселение Темповое      |
| 32  | Вороново             | деревня         | ↗18       | сельское поселение Ермолинское   |
| 33  | Вотря                | деревня         | ↘36       | сельское поселение Гуслевское    |
| 34  | Высочки              | слободка        | ↘115      | городское поселение Талдом       |
| 35  | Высочки              | деревня         | ↗1        | сельское поселение Темповое      |
| 36  | Глебово              | деревня         | ↗63       | сельское поселение Квашёнковское |
| 37  | Глинки               | деревня         | ↗20       | сельское поселение Гуслевское    |
| 38  | Головачево           | деревня         | ↗1        | сельское поселение Ермолинское   |
| 39  | Головково-Марьино    | деревня         | ↗1        | сельское поселение Гуслевское    |
| 40  | Григорово            | деревня         | ↘161      | сельское поселение Гуслевское    |
| 41  | Гришково             | деревня         | ↗4        | сельское поселение Квашёнковское |
| 42  | Гусёнки              | деревня         | ↗9        | сельское поселение Гуслевское    |
| 43  | Гусёнки              | слободка        | ↘5        | сельское поселение Темповое      |
| 44  | Гуслево              | деревня         | →0        | сельское поселение Гуслевское    |
| 45  | Деревня Лесоучастка  | деревня         | ↗17       | сельское поселение Ермолинское   |
| 46  | Дмитровка            | деревня         | ↘1        | сельское поселение Ермолинское   |
| 47  | Доброволец           | деревня         | ↗41       | Городское поселение Северный     |
| 48  | Домославка           | деревня         | ↗7        | сельское поселение Квашёнковское |
| 49  | Дубки                | деревня         | ↘63       | сельское поселение Гуслевское    |
| 50  | Дубровки             | деревня         | ↗72       | городское поселение Талдом       |
| 51  | Дьяконово            | деревня         | ↗1        | сельское поселение Ермолинское   |
| 52  | Ельцыново            | деревня         | →0        | сельское поселение Ермолинское   |
| 53  | Ермолино             | деревня         | ↘937      | сельское поселение Ермолинское   |
| 54  | Есаулово             | деревня         | ↗19       | сельское поселение Ермолинское   |
| 55  | Желдыбино            | деревня         | ↗15       | сельское поселение Квашёнковское |
| 56  | Жеребцово            | деревня         | ↗16       | сельское поселение Квашёнковское |
| 57  | Жизнеево             | деревня         | ↗25       | сельское поселение Ермолинское   |
| 58  | Жуково               | деревня         | →0        | сельское поселение Темповое      |
| 59  | Запрудня             | рабочий посёлок | ↗15 172   | городское поселение Запрудня     |
| 60  | Затула               | деревня         | ↗3        | сельское поселение Квашёнковское |
| 61  | Зятьково             | деревня         | ↘3        | сельское поселение Темповое      |
| 62  | Иванцево             | деревня         | ↘16       | сельское поселение Темповое      |
| 63  | Игумново             | деревня         | ↘25       | сельское поселение Квашёнковское |
| 64  | Измайлово            | деревня         | ↗25       | сельское поселение Ермолинское   |
| 65  | Калинкино            | деревня         | ↗30       | сельское поселение Ермолинское   |
| 66  | Карачуново           | деревня         | ↘70       | городское поселение Талдом       |
| 67  | Карманово            | деревня         | ↗14       | сельское поселение Темповое      |
| 68  | Квашёнки             | село            | ↘885      | сельское поселение Квашёнковское |
| 69  | Кишкиниха            | деревня         | ↗18       | сельское поселение Квашёнковское |
| 70  | Климово              | деревня         | ↗15       | сельское поселение Квашёнковское |
| 71  | Князчино             | деревня         | ↗14       | сельское поселение Гуслевское    |
| 72  | Колбасино            | деревня         | ↗29       | сельское поселение Квашёнковское |
| 73  | Коришево             | деревня         | ↘0        | сельское поселение Гуслевское    |
| 74  | Костенёво            | деревня         | ↘4        | сельское поселение Ермолинское   |
| 75  | Костино              | деревня         | ↗99       | городское поселение Талдом       |
| 76  | Костолыгино          | деревня         | ↗6        | сельское поселение Ермолинское   |
| 77  | Кошелёво             | деревня         | ↘861      | сельское поселение Квашёнковское |
| 78  | Кривец               | деревня         | ↘2        | сельское поселение Темповое      |
| 79  | Крияново             | деревня         | ↗25       | сельское поселение Темповое      |
| 80  | Кузнецово            | деревня         | ↗11       | сельское поселение Квашёнковское |
| 81  | Кузнецово            | слободка        | ↗5        | сельское поселение Темповое      |
| 82  | Куймино              | деревня         | ↗6        | сельское поселение Темповое      |
| 83  | Кунилово             | деревня         | ↘2        | сельское поселение Ермолинское   |
| 84  | Курилово             | деревня         | →4        | сельское поселение Ермолинское   |
| 85  | Кутачи               | деревня         | ↗6        | сельское поселение Темповое      |
| 86  | Кушки                | деревня         | ↗13       | сельское поселение Гуслевское    |
| 87  | Лебзино              | деревня         | ↘0        | сельское поселение Темповое      |
| 88  | Леоново              | деревня         | ↗4        | сельское поселение Ермолинское   |
| 89  | Лозынино             | деревня         | ↗31       | сельское поселение Ермолинское   |
| 90  | Льгово               | деревня         | ↘11       | сельское поселение Квашёнковское |
| 91  | Людятино             | деревня         | ↗11       | сельское поселение Темповое      |
| 92  | Лютиково             | деревня         | ↘0        | сельское поселение Ермолинское   |
| 93  | Маклаково            | деревня         | ↗81       | сельское поселение Квашёнковское |
| 94  | Маклыгино            | деревня         | ↗17       | сельское поселение Квашёнковское |
| 95  | Малиновец            | деревня         | ↗9        | сельское поселение Квашёнковское |
| 96  | Малое Курапово       | деревня         | ↗6        | сельское поселение Квашёнковское |
| 97  | Малое Страшево       | деревня         | ↘3        | сельское поселение Темповое      |
| 98  | Манихино             | деревня         | →0        | сельское поселение Квашёнковское |
| 99  | Мельдино             | деревня         | ↗16       | сельское поселение Темповое      |
| 100 | Мякишево             | деревня         | ↗23       | сельское поселение Квашёнковское |
| 101 | Наговицино           | деревня         | ↗1        | сельское поселение Темповое      |
| 102 | Некрасово            | деревня         | ↗17       | сельское поселение Квашёнковское |
| 103 | Никитино             | деревня         | ↘4        | сельское поселение Квашёнковское |
| 104 | Никитское            | деревня         | ↘20       | сельское поселение Квашёнковское |
| 105 | Николо-Кропотки      | село            | ↘637      | сельское поселение Ермолинское   |
| 106 | Никулки              | деревня         | ↘11       | сельское поселение Гуслевское    |
| 107 | Новая                | деревня         | ↗8        | сельское поселение Гуслевское    |
| 108 | Новая Хотча          | деревня         | ↘4        | сельское поселение Квашёнковское |
| 109 | Новогуслево          | село            | ↘382      | сельское поселение Гуслевское    |
| 110 | Новоникольское       | село            | ↗1048     | сельское поселение Гуслевское    |
| 111 | Новотроица           | деревня         | →0        | сельское поселение Темповое      |
| 112 | Нушполы              | деревня         | ↗152      | сельское поселение Гуслевское    |
| 113 | Овсянниково          | деревня         | ↗43       | сельское поселение Квашёнковское |
| 114 | Ожигово              | деревня         | ↗2        | сельское поселение Ермолинское   |
| 115 | Озерское             | деревня         | ↘58       | сельское поселение Квашёнковское |
| 116 | Ольховик             | деревня         | ↗5        | сельское поселение Темповое      |
| 117 | Остров               | деревня         | ↗12       | сельское поселение Ермолинское   |
| 118 | Павловичи            | деревня         | ↗964      | сельское поселение Гуслевское    |
| 119 | Павловское           | деревня         | ↗12       | сельское поселение Ермолинское   |
| 120 | Пановка              | деревня         | ↘164      | сельское поселение Темповое      |
| 121 | Парашино             | деревня         | ↗92       | сельское поселение Квашёнковское |
| 122 | Пашино               | деревня         | ↘4        | сельское поселение Ермолинское   |
| 123 | Пенкино              | деревня         | ↘21       | Городское поселение Северный     |
| 124 | Пенское              | деревня         | →0        | сельское поселение Ермолинское   |
| 125 | Петрино              | деревня         | →0        | сельское поселение Гуслевское    |
| 126 | Платунино            | деревня         | ↗4        | сельское поселение Темповое      |
| 127 | Полудёновка          | деревня         | ↗17       | сельское поселение Темповое      |
| 128 | Полутьево            | деревня         | ↗16       | сельское поселение Квашёнковское |
| 129 | Попадьино            | деревня         | →0        | сельское поселение Гуслевское    |
| 130 | Приветино            | деревня         | ↗16       | сельское поселение Гуслевское    |
| 131 | Пригары              | деревня         | ↗36       | сельское поселение Гуслевское    |
| 132 | Припущаево           | деревня         | ↗28       | сельское поселение Ермолинское   |
| 133 | Прусово              | деревня         | ↗11       | сельское поселение Ермолинское   |
| 134 | Разорёно-Семёновское | деревня         | ↗43       | сельское поселение Ермолинское   |
| 135 | Рассадники           | деревня         | ↘29       | сельское поселение Гуслевское    |
| 136 | Растовцы             | деревня         | ↗47       | сельское поселение Гуслевское    |
| 137 | Рождество-Вьюлки     | деревня         | ↗1        | сельское поселение Ермолинское   |
| 138 | Самково              | деревня         | ↘2        | сельское поселение Ермолинское   |
| 139 | Северный             | рабочий посёлок | ↘3847     | Городское поселение Северный     |
| 140 | Семёновское          | деревня         | ↗38       | сельское поселение Гуслевское    |
| 141 | Семягино             | деревня         | ↘10       | сельское поселение Ермолинское   |
| 142 | Сенино               | деревня         | ↗5        | сельское поселение Ермолинское   |
| 143 | Серебренниково       | деревня         | ↗46       | сельское поселение Гуслевское    |
| 144 | Сляднево             | деревня         | ↘27       | сельское поселение Темповое      |
| 145 | Смёнки               | деревня         | ↗73       | сельское поселение Квашёнковское |
| 146 | Сорокино             | деревня         | →0        | сельское поселение Гуслевское    |
| 147 | Сосково              | деревня         | ↗6        | сельское поселение Гуслевское    |
| 148 | Сотское              | деревня         | ↘26       | сельское поселение Квашёнковское |
| 149 | Спас-Угол            | село            | ↘37       | сельское поселение Квашёнковское |
| 150 | Станки               | деревня         | ↗44       | сельское поселение Ермолинское   |
| 151 | Старая Хотча         | деревня         | ↗40       | сельское поселение Квашёнковское |
| 152 | Стариково            | село            | ↗27       | сельское поселение Гуслевское    |
| 153 | Стариково            | деревня         | ↗31       | сельское поселение Темповое      |
| 154 | Старково             | деревня         | ↗7        | сельское поселение Гуслевское    |
| 155 | Сущёво               | деревня         | ↗10       | сельское поселение Гуслевское    |
| 156 | Талдом               | город           | ↘16 940   | городское поселение Талдом       |
| 157 | Танино               | деревня         | ↗84       | сельское поселение Гуслевское    |
| 158 | Тарусово             | деревня         | ↗38       | сельское поселение Гуслевское    |
| 159 | Темпы                | село            | ↗437      | сельское поселение Темповое      |
| 160 | Терехово             | деревня         | ↘1        | сельское поселение Ермолинское   |
| 161 | Троица-Вязники       | деревня         | ↗10       | сельское поселение Гуслевское    |
| 162 | Ульянцево            | деревня         | →11       | сельское поселение Квашёнковское |
| 163 | Устье-Стрелка        | деревня         | ↗1        | сельское поселение Темповое      |
| 164 | Утенино              | деревня         | ↘4        | сельское поселение Темповое      |
| 165 | Фёдоровское          | деревня         | ↗17       | сельское поселение Квашёнковское |
| 166 | Федотово             | деревня         | ↘0        | сельское поселение Гуслевское    |
| 167 | Филиппово            | деревня         | ↗3        | сельское поселение Темповое      |
| 168 | Фоминское            | деревня         | →3        | сельское поселение Ермолинское   |
| 169 | Храброво             | деревня         | ↘5        | сельское поселение Ермолинское   |
| 170 | Чупаево              | деревня         | ↘12       | сельское поселение Ермолинское   |
| 171 | Шабушево             | деревня         | ↗4        | сельское поселение Ермолинское   |
| 172 | Шадрино              | деревня         | ↗21       | сельское поселение Квашёнковское |
| 173 | Шатеево              | деревня         | ↗14       | сельское поселение Гуслевское    |
| 174 | Ширятино             | деревня         | ↗21       | сельское поселение Ермолинское   |
| 175 | Юдино                | деревня         | ↗13       | сельское поселение Темповое      |
| 176 | Юрино                | деревня         | ↗12       | сельское поселение Квашёнковское |
| 177 | Юркино               | деревня         | ↘658      | Городское поселение Северный     |
| 178 | Ябдино               | деревня         | ↘50       | сельское поселение Темповое      |

## Местное самоуправление
Главы района
- 1965—1967 — Киселёв Константин Георгиевич (как глава Талдомского исполкома Московской области)
- 1967—1971 — Горячев Владимир Степанович (как глава Талдомского исполкома Московской области)
- 1971—1973 — Чижков Лев Андреевич (как глава Талдомского исполкома Московской области)
- 1973—1977 — Ершов Владимир Петрович (как глава Талдомского исполкома Московской области)
- 1977—1985 — Ганин Николай Иванович (как глава Талдомского исполкома Московской области)
- 1985—1987 — Шерстюк Николай Николаевич (как глава Талдомского исполкома Московской области)
- 1987—1991 — Клименко Алексей Павлович (как глава Талдомского исполкома Московской области)
- 1991—1999 — Клименко Алексей Павлович
- 1999—2012 — Белов Александр Иванович[32]
- 2012—2014 — Роньшин Александр Петрович[33] (Справедливая Россия).
- март — 18 мая 2014 — и. о. Юдин Владислав Юрьевич[34]
- 18 мая 2014 — 31 июля 2020 — Юдин Владислав Юрьевич результаты выборов на сайте избирательной комиссии
- 31 июля — 9 ноября 2020 — и. о. Крупенин Юрий Васильевич
- с 9 ноября 2020 — Крупенин Юрий Васильевич[35]

## Общая карта
Легенда карты:
|  | Более 10 000 жителей   |
|  | 2 000 — 10 000 жителей |
|  | 1 000 — 2 000 жителей  |
|  | 500 — 1 000 жителей    |
|  | 100 — 500 жителей      |

## Экономика

### Сельское хозяйство
Животноводство имеет молочно-мясную направленность, развито картофелеводство. В 2005 году в районе действовало 9 муниципальных и акционерных сельскохозяйственных предприятий.

### Промышленность
В районе действует более 90 промышленных предприятий. Основные предприятия находятся в Талдоме, в том числе АО «Талдомобувь», завод лёгких металлических конструкций; в районном центре имеются швейное и автотранспортное предприятия. В посёлке Вербилки — одно из старейших предприятий Московской области, фарфоровый завод, основанный в 1754 году. В посёлке Запрудня — завод электровакуумных приборов (ЗЗЭВП), долгое время входивший в число крупнейших предприятий области и страны. В настоящее время завод это многопрофильная промплощадка для выводимых из Москвы предприятий.
Район производит:
- трикотажные изделия, верхнюю детскую одежду,
- изделия для электронной промышленности и связи,
- кровельные и стеновые панели,
- металлоконструкции,
- архитектурное стекло,
- фарфоровую посуду,
- пиломатериалы,
- мебель,
- обувь,
- хлебобулочные изделия,
- корма для животных,
- стеклотару и упаковку.

## Транспорт
Основная железнодорожная линия — Москва-Савёлово со станциями: Вербилки, Талдом-Савёловский и Лебзино; от ст. Вербилки отходит ветка на Дубну со станциями (платформами): Соревнование, Запрудня, Темпы, Мельдино, 119-й км. и Карманово.
Значимыми автомобильными дорогами являются автодорога А104 «Москва — Дубна», Р112 «Дмитров — Талдом», а также межобластные дороги на Калязин и Кимры. Протяжённость автомобильных дорог — 565,4 км, из них 551 км — с твёрдым покрытием, 14,4 км — грунтовые дороги.
В пределах района осуществляется судоходство: по каналу им. Москвы (имеется пристань в Запрудне), Дубне (река судоходна на 15 км от устья), Хотче (судоходна на 10 км от устья).
Основным пассажироперевозчиком является ГУП МО «Мострансавто» Талдомское АТП, которое обслуживает 26 маршрутов протяжённостью 790,4 км, из них 17,9 км — городских, 213,7 км — междугородних и 558,8 км пригородных маршрутов.
Ближайший порт и таможенный пост находится в городе Кимры Тверской области в 25 км от Талдома. Ближайший аэропорт Шереметьево расположен в 100 км.

## Образование и культура
В Талдомском районе — свыше тридцати общеобразовательных заведений, 2 профессиональных училища, 2 школы искусства, детский дом. Имеется историко-литературный музей, 5 действующих церквей, Александровский монастырь.

## Достопримечательности
- Музей-Усадьба М. Е. Салтыкова-Щедрина Спас-Угол, где родился великий сатирик.
- Дом-музей поэта Сергея Клычкова на его родине в деревне Дубровки, где бывали С. Т. Конёнков, С. А. Есенин, М. М. Пришвин.
- Близ Запрудни, в селе Тарусово, находилось имение Корсаковых, где жил и умер известный гомеопат, изобретатель «интеллектуальных машин» С. Н. Корсаков. Там же захоронен его сын, видный государственный деятель Российской Империи, генерал-губернатор Восточной Сибири М. С. Корсаков
- Ежегодно 14 мая в Николо-Кропоткинской школе проходит праздник «Журавлиное поле», где собираются учащиеся и гости Талдомского района и области.

## Археология
На могильнике Николо-Перевоз-I у деревни Сущево в 20 км к северо-востоку от посёлка Вербилки на реке Дубне найдено коллективное погребение фатьяновских воинов из 9 человек, убитых волосовскими стрелами — между позвоночными и рёберными костями некоторых погребённых обнаружены кремнёвые наконечники стрел. Есть также могилы воинов, причиной смерти которых стал пролом черепа тяжёлым тупым предметом (боевыми топорами). Это говорит о том, что проникновение индоевропейцев-фатьяновцев на территорию, занятую волосовскими племенами, не всегда проходило мирно. После ухода фатьяновцев, волосовцы вернулись на стоянку Николо-Перевоз-I. Позневолосовский слой на могильнике Николо-Перевоз-I перекрывается тонким горизонтом культурного слоя с лапчатой керамикой.